# Neocallimastix variabilis
Neocallimastix variabilis är en svampart som beskrevs av Y.W. Ho & D.J.S. Barr 1993. Neocallimastix variabilis ingår i släktet Neocallimastix och familjen Neocallimastigaceae.   Inga underarter finns listade i Catalogue of Life.